# Puchar Azji w Piłce Nożnej 2011 (eliminacje)/Grupa C
W Grupie C finałowej rundy kwalifikacji Pucharu Azji 2011 biorą udział następujące zespoły:
- Uzbekistan
- Zjednoczone Emiraty Arabskie
- Malezja
- Indie

Po zwycięstwie Indii w 2008 AFC Challenge Cup dostali automatyczną kwalifikację do Pucharu Azji, zostali usunięci z grupy i nie zastąpieni przez inną drużynę

## Tabela
| Miejsce | Drużyna                      | Mecze | Punkty | Zwyc. | Rem. | Por. | Bramki |
| ------- | ---------------------------- | ----- | ------ | ----- | ---- | ---- | ------ |
| 1       | Uzbekistan                   | 3     | 9      | 3     | 0    | 0    | 7-2    |
| 2       | Zjednoczone Emiraty Arabskie | 3     | 6      | 2     | 0    | 1    | 6-1    |
| 3       | Malezja                      | 4     | 0      | 0     | 0    | 4    | 2-12   |

## Wyniki
1. Kolejka
| 14 stycznia 2009 | Malezja | 0:50:2 | Zjednoczone Emiraty Arabskie · 29', 45+1' (karny) Omer · 62', 76' Matar · 85' Khalil | KLFA Stadium, Kuala Lumpur Widzów: 10 000 Sędzia: Ben Williams |
|                  |         |        |                                                                                      |                                                                |

2. Kolejka
| 28 stycznia 2009 | Zjednoczone Emiraty Arabskie | 0:1 | Uzbekistan · 30' Tojiyev | Sharjah Stadium, Szardża Widzów: 12 000 Sędzia: Yuuichi Nishimura |
|                  |                              |     |                          |                                                                   |

3. Kolejka
| 14 listopada 2009 | Uzbekistan · Jeparov 46' · Geynrikh 57', 65' | 3:10:0 | Malezja · Radzak 68' | Stadion JAR, Taszkent |
|                   |                                              |        |                      |                       |

4. Kolejka
| 18 listopada 2009 | Malezja · Bakhtiar 73' | 1:30:1 | Uzbekistan · Gafurov 33' · Nasimov 59' · Kapadze 74' |  |
|                   |                        |        |                                                      |  |

5. Kolejka
| 6 stycznia 2010 | Zjednoczone Emiraty Arabskie · Khalil 90+3' | 1:00:0 | Malezja |  |
|                 |                                             |        |         |  |

6. Kolejka
| 3 marca 2010 | Uzbekistan | - | Zjednoczone Emiraty Arabskie |  |
|              |            |   |                              |  |